# Джерело № 1 (урочище «Остріки»)
Джерело № 1 — гідрологічна пам'ятка природи місцевого значення. Об'єкт розташований на території Міжгірського району Закарпатської області, урочище «Остріки».
Площа — 0,5 га, статус отриманий у 1984 році (Рішення Закарпатського облвиконкому від 23.10.1984 р. № 253). Увійшла до складу Національного природного парку "Синевир" відповідно до Постанови Ради Міністрів УРСР від 05.01.1989 р.
Охороняється джерело столової гідкокарбонатно-натрієвої води. Загальна мінералізація 0.3 г/л.